# Gran Galà del calcio AIC 2016

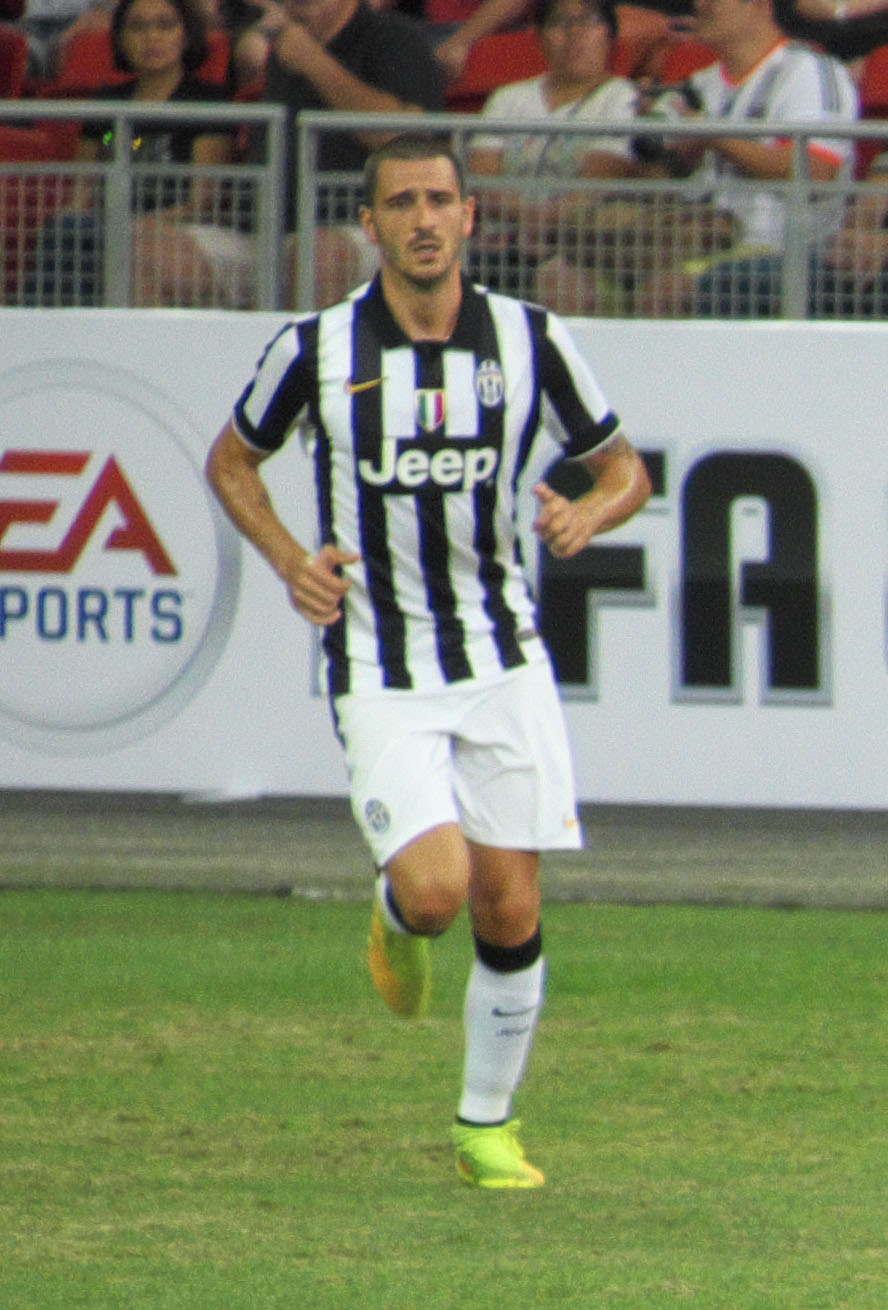
L'italiano Leonardo Bonucci, migliore calciatore assoluto al Gran Galà del calcio AIC 2016.

Il Gran Galà del calcio AIC 2016 è stata la sesta edizione dell'omonima manifestazione in cui sono stati premiati, da parte dell'Associazione Italiana Calciatori, i protagonisti del calcio italiano per la stagione 2015-2016.
I riconoscimenti sono stati consegnati il 30 gennaio 2017.
Protagonista dell'edizione, per il quinto anno consecutivo, è stata la Juventus premiata come miglior società e, attraverso i suoi tesserati, capace di primeggiare anche nella squadra dell'anno, con sei elementi, nonché nei riconoscimenti riservati al miglior calciatore assoluto, Leonardo Bonucci, e al migliore allenatore, Massimiliano Allegri.

## Vincitori
Squadra dell'anno
| Ruolo | Naz.                            | Giocatore         | Squadra  |
| ----- | ------------------------------- | ----------------- | -------- |
| P     | Italia (bandiera)               | Gianluigi Buffon  | Juventus |
| D     | Italia (bandiera)               | Andrea Barzagli   | Juventus |
| D     | Senegal (bandiera)              | Kalidou Koulibaly | Napoli   |
| D     | Italia (bandiera)               | Leonardo Bonucci  | Juventus |
| D     | Italia (bandiera)               | Giorgio Chiellini | Juventus |
| C     | Belgio (bandiera)               | Radja Nainggolan  | Roma     |
| C     | Slovacchia (bandiera)           | Marek Hamšík      | Napoli   |
| C     | Francia (bandiera)              | Paul Pogba        | Juventus |
| C     | Bosnia ed Erzegovina (bandiera) | Miralem Pjanić    | Roma     |
| A     | Argentina (bandiera)            | Paulo Dybala      | Juventus |
| A     | Argentina (bandiera)            | Gonzalo Higuaín   | Napoli   |

Migliore calciatore assoluto
| Piazzamento | Giocatore        | Squadra  |
| ----------- | ---------------- | -------- |
| Vincitore   | Leonardo Bonucci | Juventus |

Migliore allenatore
| Piazzamento | Allenatore           | Squadra  |
| ----------- | -------------------- | -------- |
| Vincitore   | Massimiliano Allegri | Juventus |

Migliore calciatore della Serie B
| Piazzamento | Giocatore         | Squadra |
| ----------- | ----------------- | ------- |
| Vincitore   | Leonardo Morosini | Brescia |

Miglior società
| Piazzamento | Società calcistica |
| ----------- | ------------------ |
| Vincitore   | Juventus           |

Migliore arbitro
| Piazzamento | Arbitro        |
| ----------- | -------------- |
| Vincitore   | Nicola Rizzoli |

Calciatrice dell'anno
| Piazzamento | Giocatrice       | Squadra |
| ----------- | ---------------- | ------- |
| Vincitrice  | Barbara Bonansea | Brescia |